# Hohenrain
Hohenrain är en ort och kommun i distriktet Hochdorf i kantonen Luzern, Schweiz. Kommunen har 2 452 invånare (2023).
De större byarna i kommunen är Hohenrain, Kleinwangen, Ottenhusen och Lieli. Lieli var fram till 2006 en egen kommun.